# Osobní ordinariát

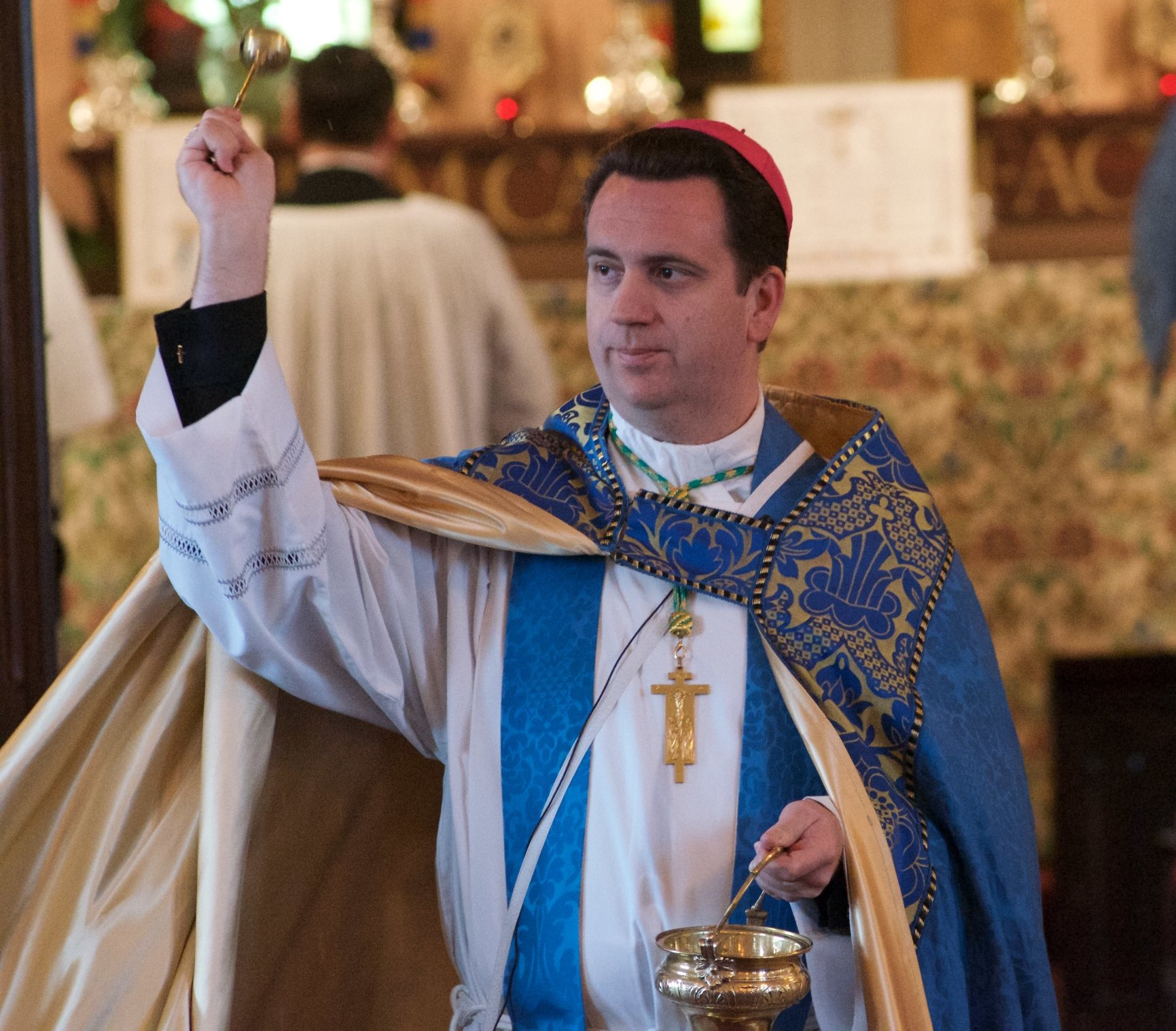
Ordinář Mons. Lopez, O.P.C.S.P. během úkonu asperges

Osobní ordinariát je nižší církevní struktura vytvořená pro bývalé anglikány, kteří přestoupili ke katolické církvi. Tato struktura byla vytvořena 4. listopadu 2009 apoštolskou konstitucí Anglicanorum coetibus. 

## Charakteristika
Tato struktura spadá pod Kongregaci pro nauku víry. Hlava této struktury se nazývá ordinář. Věřící sdružení v těchto ordinariátech užívají při bohoslužbách Anglikánský ritus v římskokatolické církvi. Ordináři bývají většinou jmenováni apoštolskými protonotáři, což je nejvyšší titul pro katolického kněze, po něm již následuje v hierarchii biskupské svěcení. Je užíván z důvodu, že mnozí kandidáti na tyto funkce jsou dle anglikánské praxe ženatí. Ženatí kněží mohou dostat dispens a vykonávat kněžskou činnost i v katolické církvi, na biskupské svěcení ovšem není možné tento dispens udělit. 
Ti ordináři, kteří splňují příslušné podmínky (celibát), jsou ordinováni na biskupy (díky tomu pak mohou provádět kněžská svěcení).

## Seznam osobních ordinariátů
- Osobní ordinariát Naší Paní Jižního kříže
- Osobní ordinariát Naší Paní z Walsinghamu
- Osobní ordinariát Stolce svatého Petra